# Memory 青春の光
『Memory 青春の光』（メモリー せいしゅんのひかり）は、モーニング娘。4枚目のシングル。1999年2月10日に発売された。

## 概要
福田明日香ラスト参加シングル。メインは安倍なつみが担当。
表題曲「Memory 青春の光」のレコーディングはニューヨークで実施。ウィル・リー、クリス・パーカーといった世界で活躍する現地の一流ミュージシャンがバックで参加。
モーニング娘。のシングルで初めてカップリング曲が2曲収録。「Never Forget」は、卒業する福田明日香がメインボーカル（実質ソロ）を務めた卒業ソング。
- 音楽番組『FUN』『HEY!HEY!HEY! MUSIC CHAMP』『ミュージックステーション』等で披露。
- 『ミュージックステーション』では2週披露。2週目の披露では福田がファンにメッセージを贈り、司会のタモリと下平さやかから2つの花束が贈呈された。
- 『HEY!HEY!HEY! MUSIC CHAMP』では、松本と福田のやりとりから全員起立（観覧者全員）して一本締めで送られることに。しかし2度やった後、締まりが悪いということで5本締めに変更。最終的には、指が一本ずつ増えていくという、妙な5本締めで温かく送られた。
- 『セカンドモーニング』、『ベスト! モーニング娘。1』に収録（どちらもLarge Vocal Mix）。福田卒業後、福田の楽曲パートを引き継いだ保田圭が実質ソロで歌うバージョン（Rock Ver）が保田の卒業シングル「AS FOR ONE DAY」カップリングに収録。保田もまた『ミュージックステーション』にてショート・バージョンを歌った。

モーニング娘。初の初回限定盤、通常盤の形態によるCD（ただし規格品番は同じ）。
本楽曲の次に初回限定盤と通常盤での発売を行ったCDは、アルバム『セカンドモーニング』、シングルは9枚目の「ハッピーサマーウェディング」となるが、どちらも初回限定版盤と通常盤による違いは付属特典だけであり、ジャケットの違いはない。そのため、本楽曲の次にジャケット違いによる初回限定盤、通常盤の形態で発売されるCDは、シングル19枚目の「シャボン玉」となる。
- 初回限定盤のジャケットは高層ビル前で、衣装は銀色と黒。通常ジャケットは路地で、衣装は黒とピンク。構図は同じ。表ジャケットでは安倍が、裏ジャケットでは福田が、他のメンバーより大きく前へ出ており、他のメンバーにはピントが合っていない。

ジャケット写真は上海にて撮影された。モーニング娘。&平家みちよ妹分募集要項が封入された。
別バージョンの音源を加えた12cm盤が2004年12月15日に発売された『モーニング娘。EARLY SINGLE BOX』に収録され、2005年3月2日には同じものがシングルとして発売された。ジャケットは通常版の物が使われている。
2007年9月26日発売のコンピレーション・アルバム『つんく♂ベスト作品集(上)「シャ乱Q〜モーニング娘。」〜つんく♂芸能生活15周年記念アルバム〜』に収録、付属のブックレットには本楽曲のパート割りが記載されている。

## 収録曲
全作詞・作曲：つんく
8cm盤
1. Memory 青春の光
編曲：前嶋康明
テレビ東京系列『アイドルをさがせ!』オープニングテーマ
2. Happy Night
編曲：小西貴雄
3. Never Forget
編曲：小西貴雄
歌：福田明日香
4. Memory 青春の光 （Instrumental）

12cm盤
1. Memory 青春の光
2. Happy Night
3. Never Forget
4. Memory 青春の光 (Instrumental)
5. Memory 青春の光 (99.4.18 Live Version)

## 参加メンバー
- 1期：中澤裕子、石黒彩、飯田圭織、安倍なつみ、福田明日香
- 2期：保田圭、矢口真里、市井紗耶香

## 参加ミュージシャン
- CHRIS PARKER - ドラム(1)
- WILL LEE - ベース(1)
- HIRAM BULLOCK - ギター(1)
- BASHIRI JOHNSON - パーカッション(1)
- 前嶋康明 - キーボード、プログラミング(1)
- D.J. RIZ - ターンテーブル(1)
- L THE HEADTOUCHA - ラップ(1)
- 小西貴雄 - プログラミング(2,3)
- 勝浦剛 - マニピュレーター(2,3)
- 増崎孝司（DIMENSION） - ギター(2)
- 7HOUSE - コーラス(2)
- 美久月千晴（DON'T LOOK BACK） - ベース(3)
- 西川進 - ギター(3)
- 竹内純グループ - ストリングス(3)

## カバー
- Tonya Kelly (JADE) - トリビュートアルバム『カバー・モーニング娘。!』（2001年12月19日）に収録。
- 安倍なつみ - アルバム『一人ぼっち』（2004年2月4日）に収録。
- つんく♂ - アルバム『タイプ2』（2005年7月13日）に収録。